# Макнер (Вирџинија)
Макнер (енгл. McNair) насељено је место без административног статуса у америчкој савезној држави Вирџинија.

## Демографија
По попису из 2010. године број становника је 17.513.
| Група             | 2000.    | 2010.         |
| Белци             | 0 (0,0%) | 5.457 (31,2%) |
| Афроамериканци    | 0 (0,0%) | 2.607 (14,9%) |
| Азијати           | 0 (0,0%) | 7.089 (40,5%) |
| Хиспаноамериканци | 0 (0,0%) | 1.792 (10,2%) |
| Укупно            | 0        | 17.513        |